# Palacio de las Dueñas (Sevilla)
El palacio de las Dueñas es un edificio situado en la ciudad de Sevilla, Andalucía, España. Pertenece a la casa de Alba. Fue construido en el siglo XV y reformado entre finales de este siglo y principios del XVI en estilo gótico-mudéjar y renacentista. Alberga una gran colección de pintura, escultura y artes decorativas de entre los siglos XVI y XX. Por su valor histórico y artístico, fue declarado Bien de Interés Cultural en 1931.
En él nació el poeta Antonio Machado en 1875. Fue la casa en la ciudad de Cayetana Fitz-James Stuart, XVIII duquesa de Alba de Tormes. Ella celebró en este palacio el convite de su boda de 1947 y su boda de 2011.
En 2016 Carlos Fitz-James Stuart y Martínez de Irujo, XIX y actual duque de Alba de Tormes, autorizó las visitas al palacio.

## Historia
La familia de los Pineda era de Valdegovia, provincia de Álava. Miembros de la familia se instalaron en la provincia de Vizcaya, Santander y Burgos. Posteriormente, se instalaron en Sevilla, Córdoba, Granada y Alcalá la Real. Hubo miembros de la familia Pineda en Sevilla, al menos, desde principios del siglo XV.
En esta finca tenía unas casas Juan de Pineda, funcionario del cabildo municipal, en la collación de San Juan de la Palma.
Juan de Pineda estuvo casado primero con Leonor de Santillán, con quien tuvo de hijos a Pedro, que le sucedió en el cargo municipal, y a Juan. Tras enviudar, se casó con María de Villafranca, con quien tuvo a Diego, Sancha y Leonor. Pedro de Pineda fue señor de Casabermeja.
Su nombre se debe a que estaba junto al Convento de Santa María de las Dueñas, fundado en 1251. En 1868 el convento fue exclaustrado y derribado.
Según el historiador del siglo XVII Diego Ortiz de Zúñiga, Juan de Pineda vendió estas casas a Catalina de Ribera en 1483 porque debían pagar un rescate por Pedro de Pineda, que había sido hecho prisionero por los moros en la Guerra de Granada. Esto es solo una leyenda. El hecho es que Pedro de Pineda le vendió estas casas a Catalina de Ribera en 1496. En la escritura de compraventa se describen varias casas de dos plantas, con corrales, huertas y edificios con bodegas.
Catalina de Ribera comenzó una reforma completa de este lugar, convirtiéndolo en una casa gótico-mudéjar. En 1505 el inmueble fue heredado por Fernando Enríquez de Ribera. La capilla del palacio comenzó a ser construida por Catalina de Ribera, terminándose su decoración en tiempos de su hijo Fernando. En 1516 encargó a Alonso de León las pinturas de las galerías del patio principal y del Patio del Aceite. El 17 de marzo de 1517 Fernando compró unas casas anejas a la Hermandad de San Bernardo por 200 ducados de oro. Con esta ampliación, y otras más entre los años 1515 y 1522, la casa pasó a ser un palacio renacentista con elementos de estilo plateresco. Las obras fueron continuadas por su viuda, Inés de Portocarrero.
El palacio fue heredado por Fernando Enríquez de Ribera y Portocarrero en 1546. Este se casó el 2 de enero de 1564 con Juana Cortés, hija Hernán Cortés. Entre 1571 y 1572 se restauró el edificio, se construyeron nuevos elementos y se renovaron los jardines.
En 1595 el palacio pasó a Enríquez de Ribera y Córdoba, marqués de Villanueva del Río.
La heredera del palacio, Antonia Enríquez de Ribera, marquesa de Villanueva del Río, se casó el 9 de febrero de 1612 con Fernando Álvarez de Toledo y Mendoza, IV duque de Alba de Tormes. Tras esto, el palacio ha pasado a ser de la casa de Alba. Esta familia también ha residido habitualmente en el Palacio de Liria de Madrid, finalizado en 1779.
La portada del Palacio de las Dueñas fue construida por el XII duque de Alba, cuando se encontraba en Sevilla en 1771. En ella se encuentra su escudo.
En el siglo XIX, Jacobo Fitz-James Stuart y Ventimiglia, XV duque de Alba, quien residía mayormente en el extranjero, dividió el palacio en apartamentos y lo alquiló a unas doce familias. Una de ellas era la del escritor Antonio Machado, de modo que él nació en este edificio.
Hacia 1885 comenzaron las obras restauración, que continuaron en el siglo XX. Jacobo Fitz-James Stuart y Falcó, XVII duque de Alba y X duque de Berwick, realizó importantes obras de restauración en este palacio en el siglo XX. También restauró el Palacio de Monterrey de Salamanca. Fue presidente de la Real Academia de la Historia y miembro del Patronato del Museo del Prado.
María del Rosario Cayetana Fitz-James Stuart, XVIII duquesa de Alba y XI duquesa de Berwick, realizó nuevas obras de restauración y mantenimiento. También reconstruyó el Palacio de Liria de Madrid.
Aquí nació Carlos Falcó y Fernández de Córdoba, marqués de Griñón y marqués de Castelmoncayo, grande de España.
En 2016 Carlos Fitz-James Stuart permitió las visitas turísticas al palacio. En 2018 recomendaron su visita el New York Times y Lonely Planet.
El 21 de enero de 2024 el palacio fue visitado por la política estadounidense Hillary Clinton en compañía del presidente de la Junta de Andalucía Juan Manuel Moreno Bonilla y de la duquesa de Montoro Eugenia Martínez de Irujo.

## Conjunto monumental y colección de arte

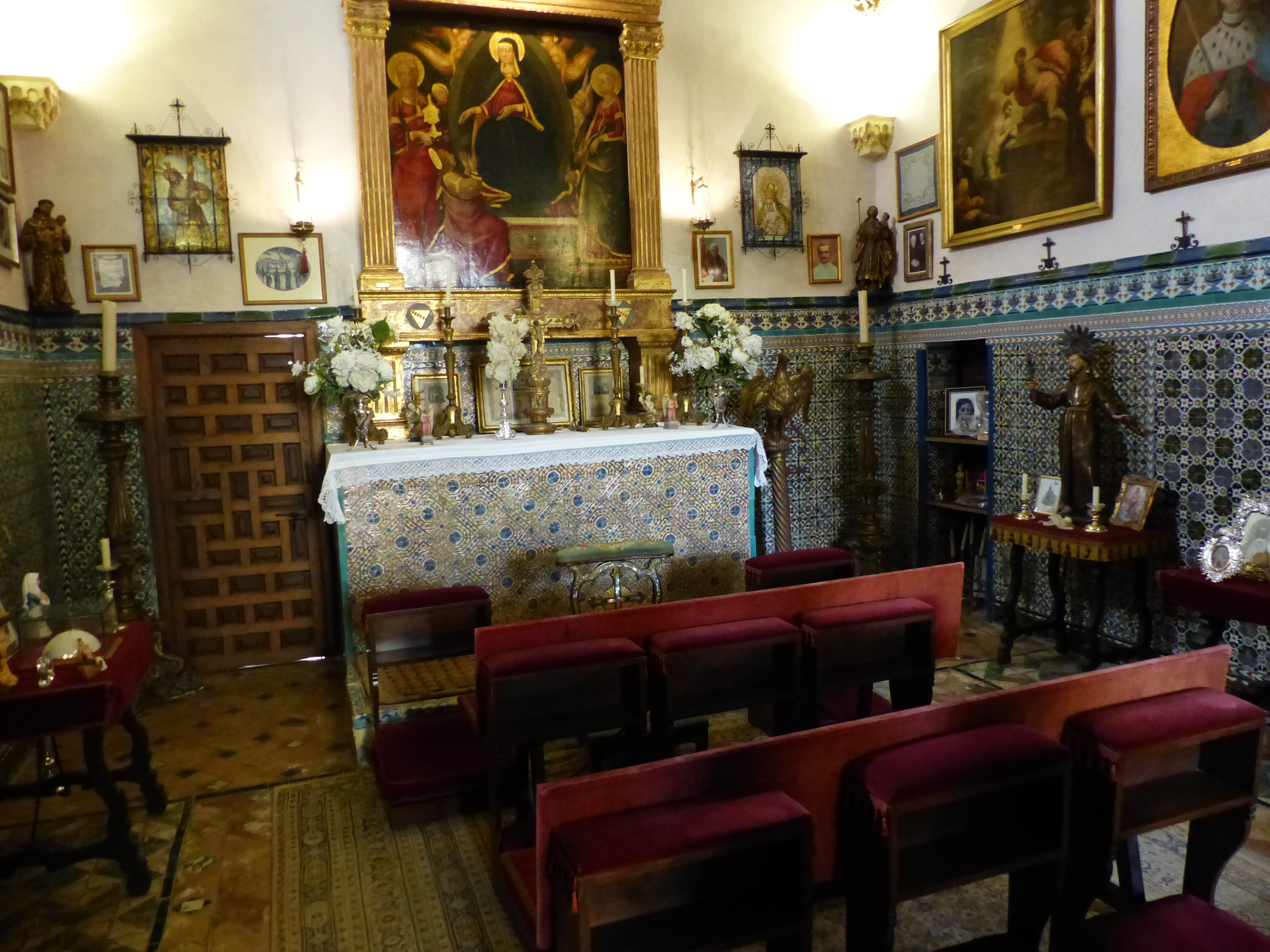
Capilla del palacio.

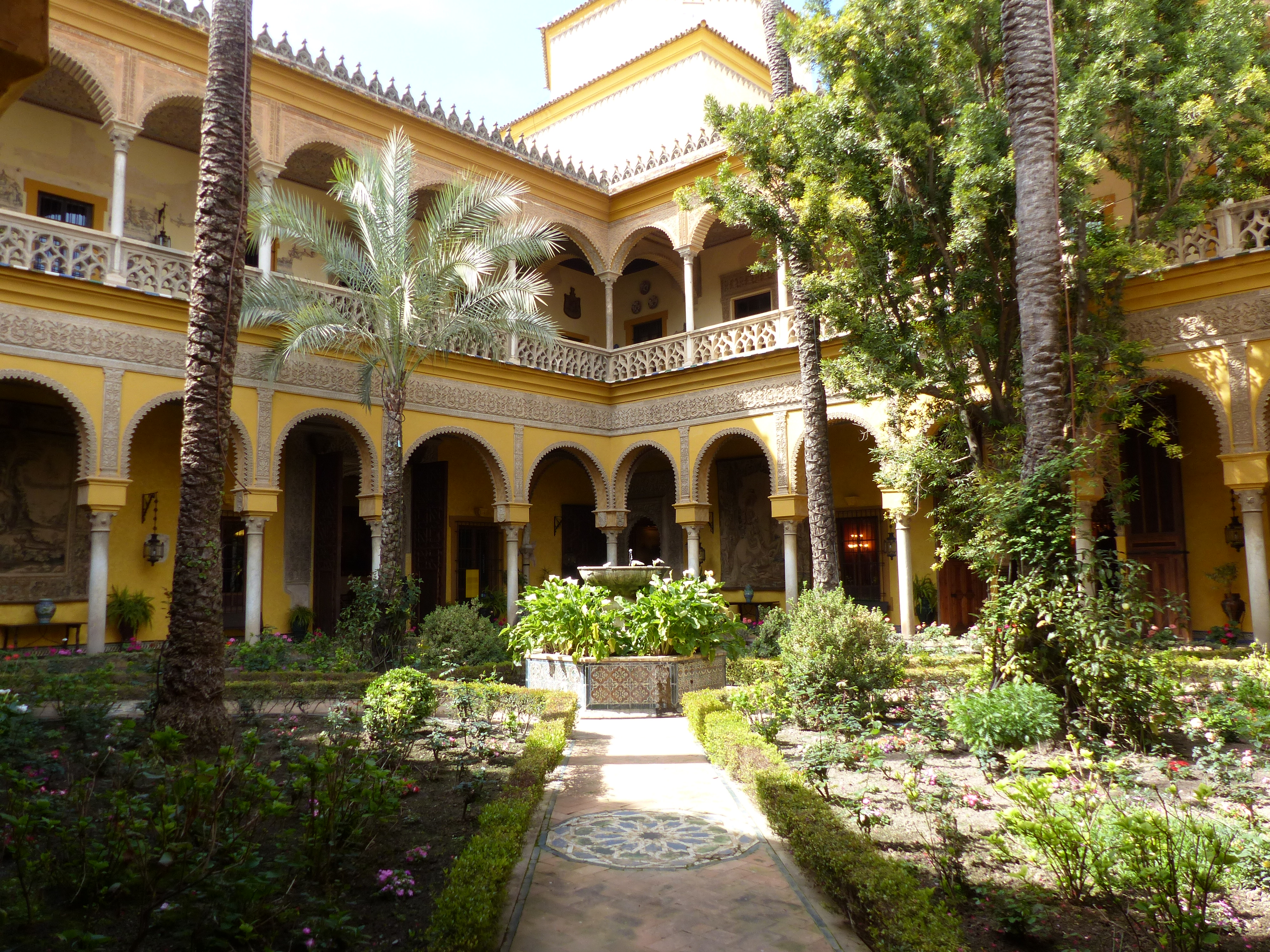
Detalle del claustro del palacio de Dueñas.

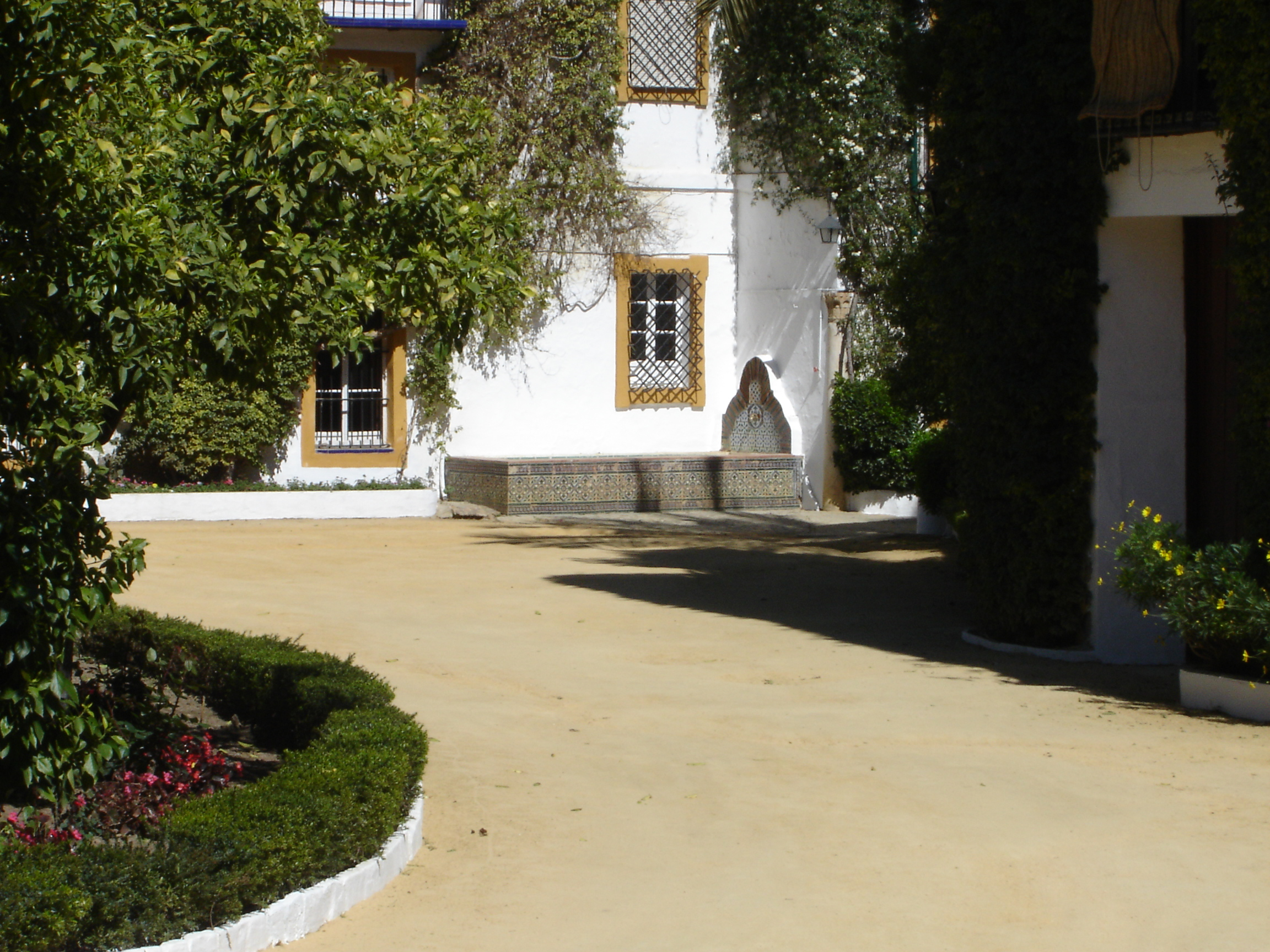
Patio, jardines y abrevadero.

El palacio ocupa una superficie de 9000 metros cuadrados, de los cuales unas dos terceras partes están construidas. Cuenta con varios salones, una capilla y una gran colección de obras de arte.
Hay cuatro jardines, situados al norte, sur, este y noroeste, y dos patios, el principal y el Patio del Aceite. Uno de estos espacios es el Jardín de los Limoneros.
La portada es de 1771, con el escudo del duque. Al entrar se encuentra el primer jardín, que tiene plantaciones de naranjos, palmeras y arrayanes. El ajardinamiento actual fue realizado por Jacobo Fitz-James Stuart entre 1910 y 1920. El apeadero del palacio es del siglo XVIII. Los pilares se asientan sobre cipos romanos. Este duque también tenía una gran colección arqueológica. En el apeadero se encuentran las siguientes esculturas: cabeza de fauno (siglo I a. C.), cabeza de Nerón (siglo III d. C.), cabeza de druso (siglo II d. C.), cabeza de Tiberio (siglo II d. C.), cabeza romana (siglo II d. C.), busto de general romano (siglo I a. C.), emperador Trajano (siglo I), busto del emperador Augusto togado (siglo II d. C.), Príapo (siglo II d. C.) y una Diana cazadora (siglo I a. C.).
En el apeadero también hay dos tapices con el escudo del duque del siglo XVIII y cuatro reposteros de tela con el escudo del duque del siglo XIX.
Junto al apeadero hay una estancia con los siguientes cuadros: Fiesta flamenca (Juan Miguel Sánchez, comienzos del siglo XX), Vista de Sevilla desde un balcón con la Giralda al fondo (Gustavo Bacarisas, principios del siglo XX), Escena costumbrista. Mujer cantando con una guitarra ante un espectador (A. Madueño, 1920), Patio morisco granadino con estanque (anónimo, siglo XIX) y Jardín con una pérgola, arboleda y edificios (anónimo, siglo XIX), Exterior de un Carmen granadino (Enrique Marín Higuero, finales del siglo XIX-principios del siglo XX).
También a una estancia llamada Cuarto de la Virgen donde hay un cuadro de la Virgen de la Rosa de entre los siglos XVII-XVIII. Además, hay una escultura de las Santas Justa y Rufina del siglo XX. También hay una pareja de esculturas del siglo XIX de un campesino y una campesina bailando. Aparte, hay un cartel de 1840 de festejos taurinos en Jerez de la Frontera.
En la colección arqueológica del palacio también está un león ibero procedente de Olivares y la lápida fundacional de la torre de El Carpio.
Junto al apeadero hay una sala con cabezas de toros y cuadros relacionados con el toreo. En esta sala hay siete cuadros de toreo de Joaquín Díez del siglo XIX. Además hay una serie de tres cuadros de toros en las dehesas de autor anónimo del siglo XIX. Aparte, hay un cuadro titulado Mujer con traje azul asomada a un balcón y otro titulado Mujer asomada a un balcón morisco con mantón rojo, realizados por Manuel de la Rosa en el siglo XIX. También hay dos carteles antiguos de las Fiestas de Primavera.
En el palacio hay un carruaje usado por la XVIII duquesa de Alba en las Fiestas de Primavera y en su boda en 1947.
Posteriormente, está el patio principal. Comparte los estándares del patio andaluz. La fuente tiene azulejos de los hermanos Pulido de entre 1530 y 1540 y los elementos pétreos centrales fueron renovados en 1571. Las columnas, de mármol blanco, fueron realizadas en un taller genovés hacia 1540. Los cimacios de las columnas tienen escudos heráldicos de la familia realizados entre 1910 y 1920. Los arcos de la planta superior tienen yeserías del siglo XV, revestidas con alfices mudéjares de hacia el 1500. Hay yeserías de principios del siglo XVI en el friso del patio principal y en las portadas de los salones.
En el ángulo noroeste de la galería alta hay frescos mudéjares realizados en la segunda mitad del siglo XV. En el resto de las galerías alta y baja hay frescos realizados en 1516 por Alonso de León.
En las cubiertas de las galerías bajas hay azulejos del siglo XVI realizados por los hermanos Pulido.
Los salones tienen frisos de yeserías mudéjares de los tiempos de Catalina de Ribera.
En la Antecapilla se encuentran los siguientes cuadros: La coronación de espinas (José de Ribera, siglo XVII), Antonia de Haro y Guzmán (anónimo, siglo XVII), San Huberto (anónimo, siglo XVII), escenas de caza y pesca (anónimas, siglo XVIII), San Antonio de Padua y Santa Teresa de Jesús (Lucas Jordán, siglo XVII), El Descendimiento de Cristo (Aníbal Carracci, siglo XVI), Cardenal Íñigo López de Mendoza y Zúñiga (anónimo, siglo XVI), Sebastián I de Portugal (Sofonisba Anguissola, siglo XVI), Santa Genoveva (A. V. de Lislie, siglo XIX), La Anunciación (Baroccio de Urbino, siglo XVI) y Santas Justa y Rufina (réplica de un cuadro de Murillo, siglo XIX).
La Capilla es rectangular. Tiene dos tramos de bóvedas con terceletes. Las bóvedas se apoyan sobre repisas decoradas con esculturas de ángeles que portan, respectivamente, en el lado del Evangelio, las tenazas, el martillo, la columna y la Cruz, y, en el lado de la Epístola, la corona de espinas, la Santa Faz y la lanza. Tiene zócalos de azulejos de principios de siglo XVI. Tiene un retablo realizado por Neri di Bicci a finales del siglo XV, con una pintura de Santa Catalina de Siena entre santos. En ella hay imágenes del Cristo de los Gitanos, del cual la XVIII duquesa de Alba de Tormes era muy devota, de la Virgen de la Macarena y de Jesús del Gran Poder. Alberga los siguientes cuadros: Bautismo de Cristo por San Juan Bautista (Juan de Villoldo, siglo XVI), Martirio de San Juan Evangelista en la tina (Juan de Villoldo, siglo XVI), Adoración de los pastores al Niño Jesús (Francisco Antolínez, siglo XVII), Huida de la Sagrada Familia a Egipto (Francisco Antolínez, siglo XVII), Virgen de Guadalupe (anónimo, siglo XVIII), San Fernando (anónimo, siglo XIX). Hay un Crucifijo del siglo XVII y una imagen escultórica de San Antonio de Padua de autor anónimo del siglo XIX.
La Biblioteca tiene un artesonado mudéjar con pinturas de vegetales y escudos heráldicos. En ella se encuentran los siguientes cuadros: Escena de pastoreo a las afueras de Roma (Jacob Philipp Hackert, siglo XIX), Caballo en el establo (Albert, siglo XIX), Amalia de Sajonia (anónimo, siglo XVIII), Paisaje. El lago de los cuatro cantones (Alexandre Calame, fecha desconocida), Paisaje montañoso (Clément Castelli, siglo XIX), Paisaje boscoso (Clément Castelli, siglo XIX), Paisaje boscoso: un camino nevado en el bosque (Clément Castelli, siglo XIX), Paisaje boscoso: lindero de bosque (Mirjam Kuitenbrouwer, siglo XIX), Interior de un salón palaciego (C. H. Giraud, siglo XIX), Cardenal Ludovisus (anónimo, siglo XIX). También hay un cartel de un festejo taurino de la Real Maestranza de Caballería de autor anónimo de 1826. Junto a esto hay un busto de mármol de una dama del siglo XIX.
En el Salón de los Carteles hay carteles antiguos de las Fiestas de Primavera de finales del siglo XIX y principios del XX. También alberga el traje de luces que Curro Romero regaló a la XVIII duquesa de Alba y el capote de José María Dols Samper.
La escalera principal fue renovada en 1571 por el carpintero Martín Infante, que posteriormente fue maestro mayor de carpintería del Alcázar. En ella se encuentran los siguientes cuadros: Entrega de las llaves de la ciudad de Sevilla al rey san Fernando (Manuel Suárez, siglo XVII), Batalla naval (anónimo, siglo XVIII), Retrato ecuestre del conde de Aranda (Joaquín Inza, siglo XVIII), Santa Justa (atribuido a Juan de Llanos Valdés, siglo XVIII), Santa Rufina (atribuido a Juan de Llanos Valdés, siglo XVIII) y la Divina Pastora de las Almas (anónimo, siglo XVIII), Pedro de Alcántara, duque de Híjar (Antonio Velázquez, 1774), Rafaela Palafox, duquesa de Híjar, con su hijo (Antonio Velázquez, 1774), Dama (anónimo, siglo XVII) y Hombre (anónimo, siglo XVII). También hay un tapiz flamenco del siglo XVII y otro del siglo XVIII.
En la galería alta hay un tapiz flamenco del siglo XVIII y un escudo de cerámica del duque de Alba del siglo XVII.
En el Salón Chino hay un cuadro de un Majo con manta campera (anónimo, siglo XIX) y otro de la Inmaculada Concepción (anónimo, siglo XIX).
En la Antesala del Comedor Principal están los siguientes cuadros: La Virgen del Conejo o la Zingarella (anónimo réplica de Correggio, siglo XVIII), Majas en un balcón (anónimo, siglo XIX), Comitiva de un virrey en la ciudad de Palermo (anónimo, siglo XVIII), Procesión del Corpus Chisti en la ciudad de Palermo (anónimo, siglo XVIII), Ceremonia religiosa en la Catedral de Palermo (anónimo, siglo XVIII), El cortejo de un torero a una maja (C. Weriesa, siglo XIX) y Santa María Magdalena (Andrea Vaccaro, siglo XVII). En él hay un busto de bronce de Pastora Imperio realizado por Mariano Benlliure en 1916. También alberga un chalequillo del traje de luces del torero Espartero.
En el Comedor Principal están los siguientes cuadros: Vista del Foro de Roma (Giovanni Paolo Pannini, siglo XVIII), Retrato ecuestre de Cayetana de Alba de niña (Ignacio Zuloaga, hacia 1939), Blanca de Sánchez (Manuel Cabral Aguado-Bejarano, siglo XIX), Pepeillo (Manuel Cabral Aguado-Bejarano, siglo XIX). También hay tres tapices siglo XIX con el escudo del duque de Alba. Además, entre otros objetos, hay un biombo chino del siglo XVIII con paisajes y edificios.
El Salón de la Gitana se llama así por una escultura de bronce de una bailaora realizada por Mariano Benlliure en el siglo XX y titulada La gitana flamenca. También es referido como el Salón de Baile. En este lugar hay un conjunto de tapices del siglo XVII de origen flamenco y otros del mismo siglo de Bruselas, de los talleres de Frans van den Hecke y Jan Raes el Joven.
En esta sala están los siguientes cuadros: Píramo y Tisbe (anónimo, siglo XVI), Il Burattiaio (Marco Maracuola, siglo XVIII), La creación de Eva (Francesco Furini, siglo XVII), La vendedora de agua (Marco Maracuola, siglo XVIII), Salomé recibiendo la cabeza de Juan el Bautista (anónimo, siglo XVI), La construcción del Arca de Noé (anónimo, siglo XVIII), El embarque en el Arca de Noé (anónimo, siglo XVIII), Escenas de la vida de San Carlos Borromeo (Giulio Cesare Procaccini, siglo XVII), Bodegón: jarrón de barro con flores (Ricardo Villegas, siglo XIX), Bodegón: jarrón de loza blanca con flores (Ricardo Villegas, siglo XIX), Escena de pastoreo a la orilla de un río (Pascual Álvarez, 1861), Fiesta flamenca: flamenca bailando sobre una mesa y rondalla de tres flamencos y dos flamencas (Ruiz Navas, siglo XIX), Estampa andaluza: vendedor ofreciendo flores al paso de una pareja de majos (anónimo, siglo XIX), Mujeres en la feria vestidas con mantones y mantillas (Gonzalo Bilbao, 1921), Bandoleros a orillas del Guadalquivir (Manuel Barreras, 1855), Paisaje con escena de pastoreo (Manuel Barrón y Carrillo, 1855) y Pidiendo posada: la vendedora de naranjas (José María Jardines, siglo XIX).
En el Departamento de Montellano se encuentran los siguientes cuadros: El general Belisario recibiendo limosnas en las ruinas de un palacio (Giovanni Paolo Pannini, siglo XVIII), VIII conde de Montijo (réplica de un cuadro de Vicente López, siglo XVIII), XII duque de Alba (réplica de un cuadro de Mengs, siglo XVIII), Vista de la laguna de Venecia (Francisco Retro, siglo XIX), Vista del Gran Canal de Venecia (Francisco Retro, siglo XIX), Un guerrero atendido en el interior de una casa (L. Lingeman, 1860), Una aldeana alimentando a un perro en el interior de una tienda (M. Marie Hevilly, siglo XIX), Dama goyesca con abanico (Dela, siglo XIX), Santa Rosalía (anónimo, siglo XVII), Torero (García Lupiáñez, siglo XX), Mujer bailando con castañuelas (A. Laouri, siglo XX), Tapiz con decoración de lazos y motivos florales (anónimo, siglo XIX), Vista del patio principal del Palacio de las Dueñas (Luis Huidobro, siglo XX), un par de escenas de toreo de autor anónimo del siglo XIX y Bodegón con florero, abanico, libro y rosario (J. González Coronado, 1876).
El Salón del Piano tiene una cubierta que enmarca, en una forma octogonal, con una cúpula. Fue realizada en los tiempos de Catalina de Ribera. En este salón están los siguientes cuadros: Jacobo Fitz-James Stuart y Falcó (Joaquín Sorolla, 1908), Sol Stuart y Falcó (Fernando Álvarez de Sotomayor, principios del siglo XX), Francisca Portocarrero y Palafox (Federico Madrazo, 1855), Jacobo Fitz-James Stuart y Ventimiglia (Carlos Luis de Ribera, 1855), María Kirkpatrick de Closeburn (Federico Madrazo, siglo XIX), Eugenia de Guzmán (Federico Madrazo, siglo XIX), Maja bailando en presencia de una pareja (M. Rodríguez, siglo XIX), Majo bailando (M. Rodríguez, siglo XIX), Personaje con capa española (F. F. Cariani, siglo XIX). También alberga cuatro tapices flamencos.
El Salón Azul tiene un artesonado mudéjar con frases dedicadas a la Virgen María. Fue realizado en los tiempos de Catalina de Ribera. En este salón hay un cuadro que representa a la bailaora Josefa Vargas, realizado por Antonio María Esquivel en 1840. En este salón destaca el cuadro La fragua de Vulcano, también conocido como Los caldereros, de Jacopo Bassano, del siglo XVI. Otros cuadros en esta sala son: María Francisca de Sales y Portocarrero, duquesa de Alba (Federico Madrazo, siglo XIX), Josefa Vargas (Antonio María Esquivel, siglo XIX), Paisaje con pescadores (Andrés Cortés, siglo XIX), Paisaje con pastores (Andrés Cortés y Aguilar, siglo XIX), Bailaor (Cabral Bejarano, siglo XIX), Estampa andaluza: bailaores (Valeriano Domínguez Bécquer, 1865), Dama con vestido azul celeste (Antonio María Esquivel, 1852), Fallera cono peina, flores y abanico (H. Anglada-Camarasa, siglo XX), Bailaora (Manuel Cabral Aguado-Bejarano, siglo XIX), Isabel II de niña (anónimo, siglo XIX), Marquesa de Ariza con su hijo Carlos Miguel, duque de Alba y Berwick (anónimo, siglo XIX), Bodegón de flores (anónimo, siglo XVIII) y Meditación: mujer andaluza sentada con una mantilla negra (Julio Romero de Torres, finales del siglo XIX, principios del siglo XX). También alberga varias estatuas de barro del taller de José Cubero Gabardón del siglo XIX: dos rondeños vestidos a la antigua usanza, un rondeño sentado vestido a la antigua usanza, un torero rondeño, un rondeño con un trabuco y una bailaora vestida a la antigua usanza. Otras estatuas de barro de esta sala son una de un rondeño vestido a la antigua usanza con su guitarra (anónimo, siglo XIX), otro rondeño vestido a la antigua usanza (taller de León, siglo XIX), una rondeña a caballo (anónimo, siglo XIX), un rondeño vestido a la antigua usanza (anónimo, siglo XIX) y un rondeño a caballo (anónimo, siglo XIX). También hay dos tapices del siglo XIX.
Al oeste del palacio se encuentra el Patio del Aceite. En el centro hay una fuente con azulejos. En el suelo hay restos de solería del siglo XV. En sus paredes, al igual que en el patio principal, hay frescos. Estos debieron haber sido realizados en 1516 por Alonso de León.
En la planta alta del Patio del Aceite hay una serie de estancias a las que se accede desde unas escaleras que parten del apeadero. En esta escalera se encuentran los siguientes cuadros: Interior de un palacio árabe (anónimo, siglo XX), Personaje árabe con rifle en un paisaje montañoso (Gustavo Boulanger, siglo XIX), Andrés Avelino de Silva, duque de Aliaga (Federico Madrazo, 1860), Isabel Cambell, duquesa de Aliaga (Federico Madrazo, siglo XIX), Pastora Imperio con peina y mantón (Manuel Benedito, siglo XIX), Dama (anónimo, siglo XIX), Dama sentada con abanico (anónimo, siglo XIX). También hay un tapiz del siglo XIX.
Aquí hay un departamento con los siguientes cuadros: La Giralda (F. Pla, siglo XIX), La Torre del Oro (F. Pla, siglo XIX), Vista del Monasterio de San Benito de Calatrava (Manuel García Rodríguez, siglo XX), Virgen María con el Niño Jesús junto a Santa Catalina de Siena (anónimo, siglo XVII), dos cuadros de la presa de El Carpio (Fernando Labrada, siglo XX), Mujer andaluza (Julio Romero de Torres, siglo XX), La despedida de un picador (J. Chávez, siglo XIX), boceto para el cuadro Noche galante con la dedicatoria "Al magnífico duque de Alba, F. Beltrán" (1857), Conversación junto a un pozo en La Jara (Manuel García Rodríguez, 1913), Escena de carnaval en una aldea (Evaristo Valle, siglo XX), Jardín con estanque (Joaquín Mir, siglo XX), Vista de Venecia (anónimo, siglo XIX), María del Rosario Fitz-James Stuart y Silva (Ignacio Zuloaga, siglo XX), Caballero con casaca azul (Federico Madrazo, siglo XIX), Jacobo Fitz-James Stuart y Falcó (Ramón Casas, siglo XX), Salida de don Quijote con la dedicatoria "Al duque de Alba, su amigo J. M. Carbonero" (siglo XX), Flamenca (Hermenegildo Anglada Camarasa, siglo XX), El Castillo de Castro Caldelas (Eduardo Chicharro y Agüera, siglo XX), Bodegón: jarrón con flores (Rafael Botí, siglo XX), El zoco de Tetuán con la dedicatoria "A mi buen amigo Federico Ceruncho. M. Bertuchi-Tetuán" (siglo XX), Marina (anónimo, siglo XX), Fiesta flamenca en una bodega (Luis Garay, siglo XIX), Fiesta flamenca en un patio (Ricardo López Cabrera, siglo XX), Balcón morisco (firmado pero ilegible, siglo XX), Vista de Granada (José Cañaveral, siglo XX), Vista de Sevilla desde el Guadalquivir (Manuel García Rodríguez, 1907), Escena cotidiana en una calle de Sevilla (José García y Ramos, siglo XX), Maja con mantilla blanca (Ricardo Aramburi, siglo XIX), Alfonso XII (anónimo, siglo XIX), María del Rosario Falcó y Osorio, XVI duquesa de Alba con traje campero sosteniendo una garrocha (Joaquín Vaamonde Cornide, 1896), esbozo de una mujer con mantón, mantilla y abanico (Gustavo Bacarisas, siglo XIX), Reina Victoria Eugenia (Ángel Andrade, siglo XX), Señoras con mantones sobre un muelle en el río Guadalquivir (José Villegas Cordero, 1906), Mujer con mantilla con mantilla roja bailando en un jardín ante una vista de Sevilla (atribuido a Gustavo Bacarisas, siglo XX), El Cortejo: caballero conversando con una joven sentada sobre un muro (José García y Ramos, siglo XIX), tres pinturas de ventanas con rejas (Manuel García Rodríguez, 1917), Vista del puerto de Palma de Mallorca (Vicente Mulet, siglo XIX), Vista de Sevilla: el río Guadalquivir y la Torre del Oro (Rosario de Rivas, siglo XX),  Vista de Sevilla: la Giralda desde una azotea (Rosario de Rivas, siglo XX), En el jardín: pareja en un jardín (Carmen Laffón, siglo XX), Dama con chaquetilla azul (Manuel Benedito, siglo XX), Una joven con un manto azul y negro (John Frederick Lewis, 1833), Vista de Triana desde el río Guadalquivir (Joaquín Sáenz, siglo XX), Puesto de gitanos (Joaquín Sáenz, siglo XX), Interior de un patio granadino (Enrique Marín Higuero, finales del siglo XIX-principios del siglo XX), Un gitano portando alforjas (Alfonso Grosso, siglo XX), Mujer con peineta y flores (Manuel Benedito, siglo XX), Interior de un convento (Alfonso Grosso, Sevilla), Paseo en la Feria de Sevilla (Manuel García y Rodríguez, 18 de abril de 1917), Procesión de la Semana Santa en Sevilla (Alfonso Grosso, siglo XX), boceto para un cartel de la Feria de Sevilla con una pareja de flamencos a caballo (Alfonso Grosso, siglo XX), boceto para un cartel con flamencas cantando en una carreta de El Rocío (Francisco Hohenleiter Castro, siglo XX), Mujer con mantón negro bordado (anónimo, siglo XX), Jinete de frente (Andrés Parladé, siglo XX), Jinete de espaldas (José Chaves Ortiz, siglo XX), Paisaje con personajes entre árboles (Francisco Marín Bagüés, siglo XX), Paisaje con personajes en el camino de un molino (Francisco Marín Bagüés, siglo XX), Gitana tocando la guitarra (Ramírez, siglo XX) y La duquesa de Alba en el día de su boda acompañada por su padre (Santiago Martínez Martín, siglo XX).
En el Salón Imperio están los siguientes retratos: Duquesa de Santoña (Tini Rupprecht, siglo XX), Duquesa de Alba y de Berwick (anónimo, siglo XIX), Duquesa de Alba (réplica de un retrato de Federico Madrazo, siglo XIX), Mujer vestida de negro con banda azul y blanca y con mantilla negra (anónimo, siglo XIX) y Jacobo Fitz-James Stuart y Ventimiglia (anónimo, siglo XIX), Duquesa de Medinaceli (anónimo, siglo XIX). Aparte, hay cuatro cuadros de toreo de Joaquín Díez del siglo XIX.
En el Salón Imperio hay un dibujo a la acuarela realizado por Jackie Kennedy de este mismo sitio, realizado en su visita de 1966. El cuadro tiene la siguiente dedicatoria: "Las Dueñas. Sala de estar de Eugenia que me encanta. Para Cayetana con amor de Jackie".
En el palacio hay una estatua de barro de Pastora Imperio realizada por Luis Álvarez Duarte en 2005. Con este modelo, se hizo la estatua de bronce inaugurada en 2006 entre las calles Velázquez y O'Donnell del centro histórico, con el mecenazgo íntegro de la XVIII duquesa de Alba.
Al igual que el Palacio de Liria de Madrid, el Palacio de las Dueñas alberga elementos relacionados con Eugenia de Montijo y Napoleón III. En el Salón Azul hay un retrato ecuestre de Eugenia de Montijo en la Feria de Sevilla, realizado por Manuel Barrón en el siglo XIX, y una estatua de porcelana de la emperatriz realizada en París por Savary. En el comedor hay un retrato ecuestre de Eugenia de Montijo realizado por Édouard Odier en 1849. En el Salón Chino hay dos láminas enmarcadas de la inauguración del Canal de Suez en 1869, a la que asistió Eugenia de Montijo, y que fue un proyecto francés. En el Salón del Piano hay un cuadro de Eugenia de Montijo realizado por Philip Villamil de Jamaica en el siglo XIX. En la escalera principal y en el salón de baile hay copias de cuadros de Franz Xaver Winterhalter del siglo XIX con Napoleón III y Eugenia de Montijo. En el Salón Imperio hay un retrato de Eugenia de Montijo de autor anónimo del siglo XIX. En la escalera que va del apeadero al patio del aceite hay otro retrato de Eugenia de Montijo de autor anónimo de la misma época. En las caballerizas se conservan varios objetos de la emperatriz: su silla de montar, de algodón, con bandas y borlas realizadas en un taller granadino, alforjas de cuero repujado con motivos mudéjares y un poncho mexicano.
El palacio conserva una serie de objetos de artes decorativas los siglos XVI, XVII, XVIII, XIX y XX: maceteros, candelabros, sillas, sofás, mesas, cómodas, jarrones, espejos, etcétera, y relojes de los siglos XVIII al XX.
También se conserva aquí una carta de Prosper Mérimée, en la cual el escritor francés narraba en primicia a la condesa de Teba, madre de Eugenia de Montijo, parte del argumento de su novela Carmen, al parecer inspirada en un relato que le había contado ella. Este documento ha sido dado a conocer en París mediante una copia facsímil en 2021 .
Los bienes del palacio están inventariados por la Junta de Andalucía y, al estar considerados patrimonio histórico de Andalucía, el inmueble y los objetos que contiene deben preservarse en su integridad.

## Inquilinos ilustres

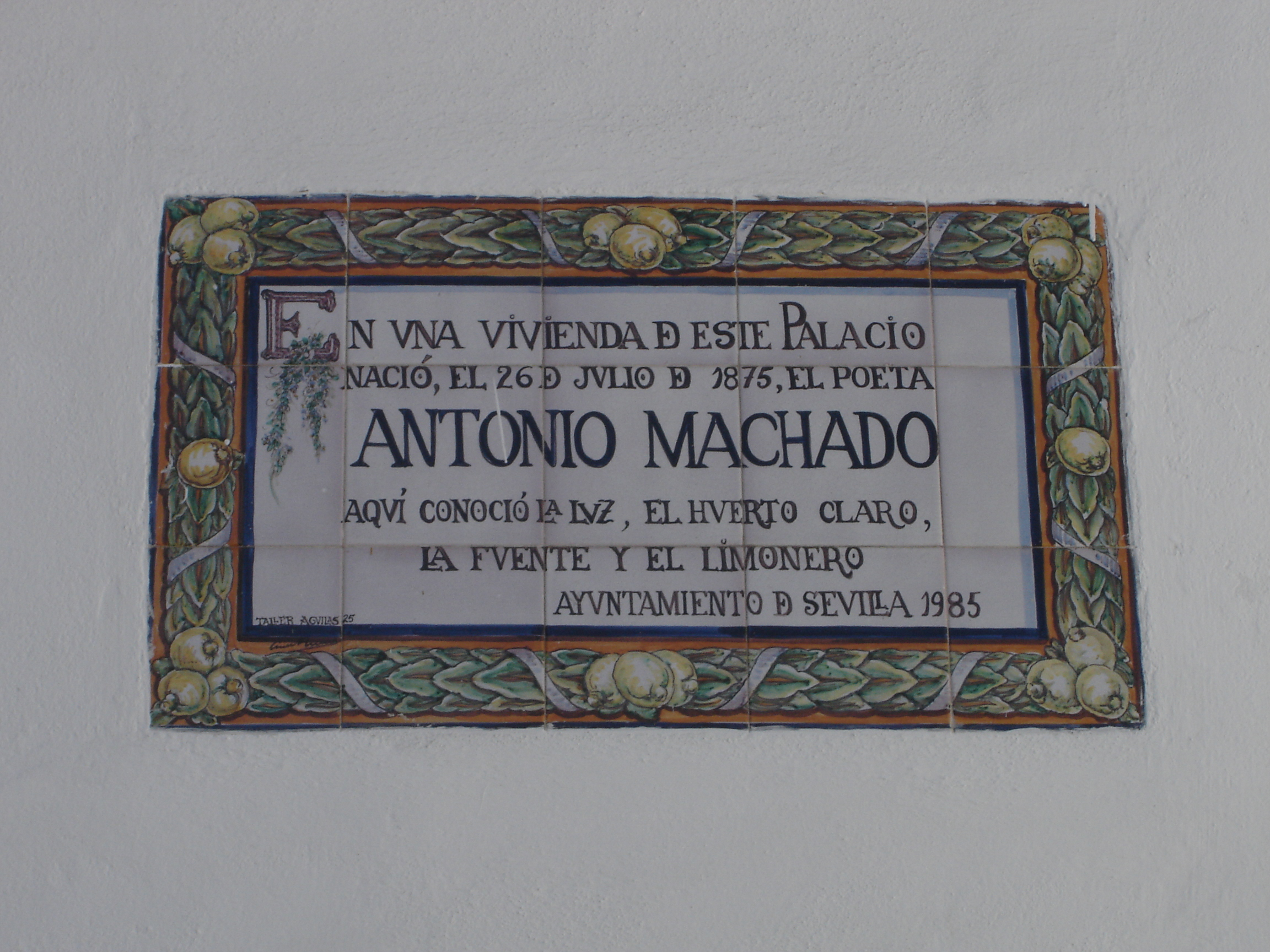
Azulejo indicando que aquí nació Antonio Machado. Fue situado por el Ayuntamiento de Sevilla en 1985 junto a la entrada principal, en la calle Dueñas.

Américo Vespucio se casó con la sevillana María Cerezo hacia el 1500. Una novela titulada María Cerezo: la esposa sevillana de Américo Vespucio (2017), narra que se conocieron a través de Catalina de Ribera, que era amiga de María, por lo que sitúa sus primeros encuentros en este palacio. Se dice que ambos se casaron en la capilla del palacio.
El inglés Henry Richard Vassal Fox, lord Holland, realizó un tercer viaje a España en 1808 y se instaló en el palacio de las Dueñas, donde organizó una tertulia a la que no faltaban Manuel José Quintana, Manuel María de Arjona, Eugenio de Tapia García, Antonio de Capmany, Jerónimo de la Escosura, Juan Bautista Arriaza, Gaspar Melchor de Jovellanos y José María Blanco White.
El literato Antonio Machado Álvarez y su esposa, Ana Ruiz, padres de Manuel Machado, se mudaron de la calle San Pedro Mártir, número 20, a una casa de la planta baja del Palacio de las Dueñas en 1875. Aquí nació Antonio Machado el 26 de julio. Hay multitud de referencias en su obra a este palacio.
En su obra Campos de Castilla (1912), el poema 97, titulado Retrato, dice:

Mi infancia son recuerdos de un patio de Sevilla,

y un huerto claro donde madura el limonero;

mi juventud, veinte años en tierras de Castilla;

mi historia, algunos casos que recordar no quiero.
Antonio Machado

En notas biográficas escritas en 1913 escribió: "la arquitectura interna de la casa en que nací, sus patios y sus azoteas, han dejado una honda huella en mi espíritu".
La familia de Machado vivió en el Palacio de las Dueñas entre mediados de 1875 y julio de 1879.
Entre los vecinos de los Machado en el palacio estaban el pintor Gumersindo Díaz Pérez y su hermano, el músico Cristóbal Díaz Pérez. También vivió allí el pintor Bernardino Gayoso.
En otra casa de este palacio tuvo su estudio Salvador Clemente Pérez. A este estudio asistió como discípulo Juan Ramón Jiménez, cuando se trasladó de Moguer a Sevilla, entre 1896 y 1897, para aprender pintura. Finalmente, Juan Ramón Jiménez prefirió la poesía y ganó el Premio Nobel de Literatura en 1956.
Eugenia de Montijo, esposa de Napoleón III, era pariente de la casa de Alba. Estuvo en Sevilla de 1863. Cuando estuvo en Sevilla en abril de 1920 se encontró con Alfonso XIII y Victoria Eugenia y se alojó en este palacio.
En 1927 se organizó una cena en este palacio en honor del príncipe de Gales, que luego fue Eduardo VIII, y de su hermano, el duque de York, que luego fue Jorge VI.
Guglielmo Marconi, inventor del telégrafo sin hilos, y su esposa, Maria Cristina Bezzi-Scali, hicieron un viaje por España en la primavera de 1928. Visitaron Sevilla en abril, donde saludaron a Alfonso XIII y Victoria Eugenia y estuvieron en el Palacio de las Dueñas.
Hacia finales de 1936 fueron alojados aquí por Jacobo Fitz-James Stuart y Falcó los miembros de la familia formada por el matrimonio de Manuel Falcó y Escandón, IX duque de Montellano y marqués de Pons, y Hilda Fernández de Córdoba y Mariátegui, III condesa de Santa Isabel y XII marquesa de Mirabel, con su hija, María del Rocío. En el palacio hay una zona conocida como el Departamento de Montellano.
En el siglo XX estuvieron compositor Cole Porter y el músico Arthur Rubinstein, que tocaron el piano aquí.
En 1966 cenaron con la duquesa de Alba en este palacio Jackie Kennedy y el príncipe Raniero III de Mónaco con su esposa, Grace Kelly.
Cayetana Fitz-James Stuart se casó con Luis Martínez de Irujo el 12 de octubre de 1947 en la Catedral de Sevilla y celebró el convite en este palacio. A la boda acudieron unas 3000 personas, muchas de las cuales eran de la alta sociedad. Aquel día, la duquesa también pidió que sirvieran mil comidas a los pobres de la ciudad y su padre pagó 5000 pesetas de entonces a todas las parejas que se casaron ese día en Sevilla, que fueron un total de nueve.